# かでんつぁCODA
『かでんつぁCODA』（かでんつぁコーダ）は、MALINOによる日本の4コマ漫画作品。『まんがぱれっとLite』（一迅社）誌上で『かでんつぁ』の題名でVOL.11から15まで短期連載後、『かでんつぁCODA』と改題してVOL.17から29まで連載された。
電化製品の精と会話の出来る女子高生とその家族を描く4コマ漫画。イラストレーターである著者にとっての初の漫画単行本。

## 登場人物
松下かな
電化製品の精と会話の出来る女子高生で、松下家の次女。
ただし、その事を知っているのは幼馴染の香澄だけで、家族は知らない。
電化製品と会話が出来るため、機械の不調にいち早く気付いたり、原因を直接聞くこともできる。
この能力のため、電化製品に愛着を持ち、大切に使う。
携帯は通話オンリーのデフォルトのため、充電が1週間持つ。
なお、自宅はソーラー発電を行っており、余った電気は電力会社に売っている。
また、女の子だけの家のためか、セキュリティーも動作しているらしい。
松下るみ
長女で大学生で、自立のために家を出たものの、夕食時には実家にやってくる。
頻繁に携帯を置き忘れる＆壊してしまう。
ミクを溺愛している。
本人に自覚は無いが、機械を狂わす電波を発しているらしい。
「新型」という言葉に反応し、自宅の家電も新型を揃えているが、実家に入り浸っているためその活躍の機会はほとんどない。
松下みく
壊れた機械を修理したり、パソコンの改造をしたり、携帯のアプリを自分で書いたりするハイスペック少女。
また、年賀状のイラストも自分で描くなど、絵心もある。
外出時にもノートパソコンを持ち歩くなど、機械オタクな面が強い。
ゲームが好きらしく、福袋でもゲームの入っているものを選んでいる。
また、料理も上手。
空気清浄機に対して、「かわいい」という表現をするなど、どこかずれた感性の持ち主。
学校で非常に人気らしく、特に男子からの人気が高い。
東芝香澄
かなの幼馴染で、かなの能力の事を知っている（かつ信じている）唯一の人。
東芝百合
ミクの幼馴染で香澄の妹。
いわゆる小動物系の女の子。

## 単行本
- 一迅社より「4コマKINGSぱれっとコミックス」として単巻で刊行されている。なお、『かでんつぁ』として発表された部分は収録されていない。
  - （2010年11月5日発行） ISBN 978-4-7580-8096-5